# Borja Lasso
Francisco Borja Lasso de la Vega Gayán, dit Borja Lasso, né le 1er janvier 1994 à Séville, est un footballeur espagnol. Il évolue au poste de milieu offensif au CD Tenerife.

## Biographie
Borja Lasso commence sa carrière avec la deuxième équipe du Séville FC, en Segunda División B (troisième division). Lors de la saison 2016-2017, il joue 35 matchs en deuxième division avec cette équipe, inscrivant trois buts.